# Batalla de Segura
La batalla de Segura fue un enfrentamiento del frente del Maestrazgo de la primera guerra carlista que tuvo lugar en Segura de los Baños el 23 de marzo de 1839.

## Antecedentes
La rebelión estalló después de la convocatoria de las Cortes el 20 de junio de 1833 cuando el pretendiente don Carlos, refugiado en Portugal se negó a jurar lealtad a María Cristina de Borbón-Dos Sicilias y el 1 de octubre, con el apoyo de Miguel I de Portugal reclama su derecho al trono. En Morella Rafael Ram de Víu proclamó rey a Carlos V el 13 de noviembre, a pesar de que la localidad fue ocupada por fuerzas liberales el 10 de diciembre. A la muerte de Ram de Víu Manuel Carnicer asumió la jefatura militar del ejército carlista en el Bajo Aragón y el Maestrazgo. La posterior ejecución de Carnicer ocasionó la asunción del mando del frente por Ramón Cabrera. Para la primavera de 1836, este ya comandaba 6.000 hombres y 250 caballos que operaban en el entorno de Cantavieja, que fortificó y se convirtió en su centro de operaciones, con una prisión, fábrica de artillería y dos hospitales.
Cabrera se unió a la Expedición Gómez para intentar tomar Madrid, dejando debilitado el Maestrazgo, y una vez superado el periodo de paralización del ejército causado por el Motín de la Granja de San Ildefonso, se nombró a Evaristo San Miguel como comandante del ejército del Centro, que capturó Cantavieja, recuperada en 24 de abril de 1837, cuando su guarnición se rindió. en un ataque simultáneo de los carlistas contra Cantavieja, San Mateo y Benicarló. El 31 de enero de 1838, procedente de Benicarló, entraba Ramón Cabrera en Morella.
El 9 de febrero Cabrera asedió Gandesa pero el 24 de febrero ordenó al coronel Juan Cabañero abandonar el asedio y sorprender Zaragoza, lo que supondría la rápida toma de todo Aragón, la conexión de los frentes catalán y navarro, y la de toda España al norte de Madrid. El 5 de marzo el brigadier Cabañero asaltó Zaragoza pero los zaragozanos lucharon contra los invasores, que huyeron. Pese a ello cayeron en manos carlistas Calanda, Alcorisa y Samper, y después del fallido asalto en Alcañiz, esta villa liberal quedó bloqueada y aislada hasta el final de la guerra, mientras Cabrera seguía expandiendo su territorio. Con la derrota liberal en la Acción de Maella los ánimos liberales cayeron, temiéndose una invasión carlista del interior por lo que Van Halen incrementó la defensa de Teruel, Zaragoza y Valencia.
Llangostera recibió órdenes de atacar Caspe mientras Forcadell atacaba Jérica, donde fue derrotado, entrando en Calatayud en 16 de noviembre. A continuación Forcadell y Llangostera atacaron las riberas del Júcar y el Guadalaviar en busca de provisiones, provocando que Emilio Borso di Carminati enviara a su encuentro a Juan de la Pezuela y Narciso Lopez respectivamente. El 6 de diciembre Narciso Lopez dispersaba las fuerzas de Llangostera en Iniesta y a principios de 1839 un cargamento inglés de 8.000 fusiles destinado al Maestrazgo fue interceptado por los isabelinos mientras otro era incendiado.
El 21 de febrero de 1839, el moderado Maroto fue destituido por el pretendiente Carlos, cosa que aceleró las gestiones del antiguo jefe del Estado Mayor para encontrar una solución al conflicto con el general liberal Espartero.

## La batalla
Antonio van Halen y Sarti se decidió a recuperar el fuerte de Segura de los Baños que Ramón Cabrera fortificó para esperarle en las alturas sobre el camino entre Cortes de Aragón y Segura, donde estableció tres líneas de parapetos. Los liberales salieron de Cortes el 23 de marzo a las once de la mañana, preparando un hospital de sangre en la villa, y dejando el equipaje con un destacamento defensivo.
Los liberales formaron en dos columnas, intentando flanquear a los carlistas en ambos lados, por la derecha la brigada de Francisco Velarde, el batallón del Infante, dos regimientos de caballería y artillería de montaña, y por la izquierda la brigada Samaniego, doce compañías de infantería, un regimiento de caballería y una batería de artillería. Uno a uno cayeron todos los reductos de los defensores y finalmente los carlistas se retiraron, pero dispuestos a mantener la fortificación de Segura. Cabrera dejó el campo de batalla con parte de sus tropas para reunirse con otros contingentes carlistas con los que organizar acciones de diversión que evitaran la caída de este último fuerte.

## Consecuencias
El 15 de abril Cabrera comenzó el asedio de Vilafamés. Antonio van Halen y Sarti, que firmó el Convenio de Segura, fue relevado al mando del ejército del Centro por Agustín Nogueras Pitarque, con órdenes de conservar el territorio e impedir la unión de Cabrera con el frente catalán, pero dimitió y fue sustituido por Leopoldo O'Donnell.
Con la firma del Convenio de Bergara el agosto de 1839 Ramón Cabrera se vio aislado y rodeado por las fuerzas liberales, que a finales de 1839 habían montado una línea de fortificaciones desde Alcañiz a Castel de Cabra, para incomunicar y asediar una a una las posiciones carlistas: Espartero tomó Segura el 27 de febrero y poco después Castellote mientras desde el sur O'Donnell ocupaba Aliaga, Alcalá de la Selva y finalmente Cantavieja el 11 de mayo. Perdida Morella, Cabrera cruzó el Ebro llegando a Berga, teniendo que huir a Francia el mes de julio.